# Comté de Wheatland
Pour les articles homonymes, voir Wheatland.
Le comté de Wheatland est un des 56 comtés de l’État du Montana, aux États-Unis. En 2010, la population était de 2 168 habitants. Son siège est Harlowton.

## Géolocalisation
| Comté de Judith Basin |                      | Comté de Fergus        |
| Comté de Meagher      | Comté de Wheatland   | Comté de Golden Valley |
|                       | Comté de Sweet Grass |                        |

## Principales villes
- Harlowton
- Judith Gap